# Afrolimnophila scabristyla
Afrolimnophila scabristyla är en tvåvingeart som först beskrevs av Alexander 1964.  Afrolimnophila scabristyla ingår i släktet Afrolimnophila och familjen småharkrankar. Inga underarter finns listade i Catalogue of Life.